# Iivari Kainulainen
Iivari Kainulainen, född 27 mars 1874 i Kexholm, död 11 november 1945 i Helsingfors, var en finländsk kuplettsångare, sångtextförfattare och skådespelare. Kainulainen var en av Finlands mest populära artister under 1910-talet. Han var bror till författaren Ruupert Kainulainen.

## Biografi
Kainulainens far var skomakare och han själv arbetade i unga år som skräddare. Vid sekelskiftet anträdde han skådespelarbanan och debuterade på Nationalteatern den 13 oktober 1901 i Teuvo Pakkalas lustspel Stockflottarna. Samma år medverkade han i pjäsen Kultaristi och året därpå i Pohjolan häät på det nya teaterhuset. 1903 satsade nationalteatern på pjäser av August Strindberg och Kainulainen deltog i flera uppsättningar. Han fick goda vitsord för sin roll i Daniel Hjort, men tvingades på grund av alkoholproblem att lämna teatern och istället börja uppträda på egen hand.
1912 engagerades han vid biografen Helikon i Helsingfors, där han i september spelade mot bland andra Aino Haverinen i parodin Sevillan ruusu. En annan av Kainulainens noterbara roller var som baron Zeta i Glada änkan, som sattes upp vid Apolloteaterns finska operett i januari 1915. Till hans motspelare i operetten hörde Reino Volanen, Elli Suokas och Dagmar Parmas. 1920 uppträdde han regelbundet på teatern Lyra i Åbo, där han i mars satte upp kabaréprogrammet Kilu-Kalle och Mouku-Fransi tillsammans med Väinö Lehmus. I maj spelade han tillsammans med makarna Väinö och Hildur Lehmus i Martti Nisonens operett Naisten narrit.
Under 1920-talet gjorde Kainulainen flera turnéer i Finland och uppträdde då på olika caféer och restauranger. 1929 uppträdde han tillsammans med den svenske skådespelaren Bertil Berglund.
Även som café- och restaurangsångare uppträdde Kainulainen ibland berusad på scen, trots förbudslagen som trätt i kraft 1919. Enligt Reino Palmroth var Kainulainen en trogen gäst på en av Helsingfors kända lönnkrogar.
Kainulainens alkoholism ledde till att han från 1920-talets mitt inte kunde få annat än tillfälliga värv och till skillnad från många andra kuplettsångare ur sin generation lyckades han inte blåsa nytt liv i karriären under den finska skivindustrins uppgång i slutet av 1920-talet som kulminerade i Grammofonfebern 1929. Missbruket ledde enligt Reino Palmroth till sångarens förtidiga död.
Under början av 1930-talet besökte Kainulainen tillsammans med Matti Jurva en ung Tapio Rautavaara i Åggelby för att uppmuntra honom att fortsätta sitt sjungande.

## Skivinspelningar
| Datum     | Plats       | Sånger | Ackompanjemang      |
| --------- | ----------- | --- | ------------------- |
| 1909      | Helsingfors | Talonpoika ja varis Yöstäjän laulu Salon kukka Matin myllymatka Oi seura tyttö kaunoinen Illalla kuulin kultani äänen | piano               |
| 1910      | Helsingfors | Kymmenen henttua Kekseliäs aviomies Vanhanpiian valitus Tukkijunkkarit Sotilaan laulu Reissupojan laulu Suutarin ylistysviisu Talkoopolska Suomen pojat Kultaansa ikävöivä Kuppari ja sika Hammaslääkärillä | piano               |
| 1911      | Helsingfors | Ähä ja hohhoh Suti heissuli Voi niitä aikoja Kuinka se joki Tämän kylän ämmät Vienonlainen veto Senpä tähden Keskeltä Laatokka lainehtii Rakkauden korkea veisu Heikki kun tuli Helsinkiin | piano               |
| 1912      | Helsingfors | Ensi rakkaus Kiikkulaulu Kattien kuhertelu Pumppaleera pum Poika raukka Lypsäjän hyräily Isäntä emäntä ja renki Itkevä huilu Voi kuinka nuorena Isännän laulu Kullan liru Kyllin laulu Vaatturin laulu Laivapoikien laulu Herranjestas eli piian jenkka Kulkuripoika Hampurin heila Veitikka-likan laulu Onneton nuorukainen Kalliolle kukkulalle Vedenpaisumus ja Nooakin arkki Himpun verran Ei tule suvi | piano               |
| 1913      | Helsingfors | Hyvä on laulella Kuhnijan laulu Ieva Kirppulaulu Ukko ja eukko Noak Kreivin aikoihin No kyll' on Maljalaulu Aittalaulu Kullan kuoltua Lemminkäisen laulu Seitsemän veljestä Mä riemusta tanssin Onnelliset Tule tuoni Narrin laulu Suomen kevät Se rakkaus Se sopii vaan vanhoille Poijat raitilla lauleloo Pojat ne loikki Rajamäen rykmentti Juhannustulilla                                              | piano               |
| 1915      | Stockholm   | Urheilumarssi Kyytipojan rallatus Maatin kuulutusmietteet Maanviljeilijän marssi Nuoren miehen laulu Laulu Elannosta Leski Juhannusvirsi Tanko-laulu Helsinkiläisten maallemuutto Hikinen polkka Kaksi laulua Lienan kahvilaulu Karjalaisten laulu Lukkari Tuuska Sotamarssi Kievaripoika Terveiset Helsingistä Vallinkorvan laulu Nitschevo Reservi-muistoja Pärttylin yö                                  | piano               |
| Juni 1929 | Helsingfors | Marin kanssa soutelemassa Marjoja poimimassa Markkinarallatus Yöjalassa...vähän salassa Saunasaarna Olympialaiset Amsterdamissa v. 1928 Mäntyharjun tyttöin naima-ilimotus Maalaisvalssi Karuliina | Erkki Linko (piano) |

## Filmografi
- 1933 – Meidän poikamme merellä
- 1933 – Voi meitä! Anoppi tulee
- 1933 – Ne 45000
- 1934 – Meidän poikamme ilmassa – me maassa
- 1938 – Sysmäläinen
- 1939 – Vihreä kulta